# Bly (krater)
Bly är en nedslagskrater med en diameter på 18 kilometer, på planeten Venus. Bly har fått sitt namn efter journalisten Nellie Bly.